# 이노역 (야마구치현)
이노역(일본어: 居能駅)은 일본 야마구치현 우베시에 위치한 서일본 여객철도의 철도역이다. 우베 선의 소속역이며, 이 역을 기점으로 하는 오노다 선 등 2개의 노선이 운행중이다. 상대식 승강장 2면 2선의 구조를 갖춘 지상역이다.

## 타는 곳
| 3 | ■ 우베 선                    | 하행 | 우베 · 아사 · 시모노세키 방면  |
| 3 | ■ 오노다 선                  | 하행 | 오노다코 방면                  |
| 4 | ■ 우베 선 (■ 오노다 선 포함) | 상행 | 우베신카와 · 신야마구치역 방면 |

## 이용 현황
| 승차 인원 추이 | 승차 인원 추이 |
| 연도           | 1일 평균       |
| -------------- | -------------- |
| 1999           | 529            |
| 2000           | 444            |
| 2001           | 388            |
| 2002           | 291            |
| 2003           | 291            |
| 2004           | 252            |
| 2005           | 231            |
| 2006           | 224            |
| 2007           | 244            |
| 2008           | 232            |
| 2009           | 207            |
| 2010           | 152            |
| 2011           | 171            |
| 2012           | 182            |
| 2013           | 176            |
| 2014           | 173            |

## 역 주변
- 국도 제190호선

## 인접 역
| 서일본 여객철도 우베 선    | 서일본 여객철도 우베 선 | 서일본 여객철도 우베 선               |
| -------------------------- | ----------------------- | ------------------------------------- |
| 우베신카와 신야마구치 방면 | ■ 우베 선               | 이와하나 우베 방면                    |
| 서일본 여객철도 오노다 선  |                         |                                       |
| 시·종착역                  | ■ 오노다 선             | 나가토나가사와 스즈메다 · 오노다 방면 |